# Олександр Ратич
Олександр  Валерійович РАТИЧ (нар. 6 серпня 1986, Київ) — український футзальний тренер і спортивний менеджер. Засновник і головний тренер жіночого футзального клубу «Будстар» (2018—2024), тренер студентської жіночої збірної УДУ імені М. П. Драгоманова, асистент головного тренера іспанського клубу CD Burela FS. Номінант на звання найкращого футзального тренера світу за версією порталу Futsalplanet (2019).

## Біографія
Народився 6 серпня 1986 року в Києві. Здобував освіту в НТУУ «КПІ» за спеціальністю «Фізична реабілітація». У 2024—2025 роках завершив навчання в УДУ імені Драгоманова (бакалавр і магістр) за спеціалізацією «Тренер з футболу та футзалу».

## Кар'єра

### Початок
Розпочав кар’єру в жіночому клубі «Біличанка» як адміністратор. У 2014–2018 роках працював у клубі «ІМС» (Київ) як менеджер і асистент тренера.

### «Будстар» (2018–2024)
У 2018 році разом із Юлією Форсюк заснував клуб «Будстар» (Київ), який за 6 років став одним із лідерів українського жіночого футзалу. Досягнення клубу:
- Чемпіон України (2019/2020; 2023/2024)
- Володар Кубка України (2020)
- Володар Суперкубка України (2021)
- Фіналіст Кубка України
- Увійшов до топ-10 жіночих клубів світу за версією Futsalplanet (2020)[1].

### Студентський футзал
З 2019 до 2024 року очолював жіночу студентську збірну УДУ імені Драгоманова. Під його керівництвом команда:
- Тричі ставала чемпіоном України серед студентів
- Тренер здобув звання найкращого студентського тренера (2019, 2023, 2024)[2].

### Іспанія (2024—дотепер)
З 2024 року працює асистентом головного тренера в іспанському жіночому клубі CD Burela FS. У 2025 році команда виграла:
- Кубок Галісії
- Кубок Королеви Іспанії (Copa de la Reina)[3].

## Нагороди
- Топ-10 найкращих тренерів світу (Futsalplanet, 2020)[4]
- Найкращий тренер України з футзалу (жінки) (сезон 2019/2020, сезон 2023–2024)
- Найкращий тренер України з футзалу (жінки, студентські змагання) (2019, 2023, 2024)
- Чемпіон України,
- Володар Кубка України,
- Суперкубка Суперкубка України (2015,02021)
- Володар Кубка Іспанії (2025)